# 岳珂
岳珂（1183年—1243年），字肃之，号亦斋、东几，晚年又自号倦翁。岳霖之第三子，岳飛之孙。

## 生平
绍熙三年（1192年），随父岳霖居广州，十月岳霖病故于广州，岳珂即隨家北归，将父亲安葬在宜兴唐门。庆元元年（1195年）岳珂回到庐山脚下的江州老家， 并在九江读书。 1198年八月，岳珂参加洪州（今江西南昌）漕试中举。嘉泰三年（1203年），岳珂一边读书一边整理岳飞遗文，撰写《吁天辨诬录》《天定录》并五言百韵上書宋廷。第二年，岳珂赴京省试，开始在京都与岳飛的同事朋友的后代接触，更广泛搜集岳飛的遗事。开禧元年（1205年），岳珂作為承务郎监镇江府户部大军仑从官九品二年，期间考中进士。
嘉定十年（1217年）十月，岳珂以奉议郎权发遣嘉兴军府兼管内劝农事，有惠政，自此家居嘉兴，故宅在金陀坊（今嘉兴市第一中学一带，但早已无存）。岳珂一边從政，一边搜集整理岳飞遗文，为其辨诬，向宋宁宗上书《金佗粹编》二十八卷、《桯史》四卷。
宝庆元年（1225年），宋理宗谥岳飞忠武，岳珂升朝奉大夫司农少卿总领浙西江东财赋淮东军马钱粮专一报发御前军马文学兼措置屯田， 官品为从六品。宝庆三年，岳珂升为户部侍郎依前淮东总领兼制置使。绍定元年（1228年），岳珂升为朝请大夫，权尚书户部侍郎，总领浙西江东财赋，淮东军马钱粮专一报发，御前军马文字兼提领措置屯田通城县开国男。食邑三百户，赐紫金鱼袋。
绍定六年（1233年）正月十五日元宵節，岳珂门生镇江郡守韩正伦在京口张灯，岳珂应景作诗提到宋徽宗被俘事：
駕軺老子久婆娑，從聽笙歌擁綺羅。
十里西涼憶如意，百年南國比流梭。
吞聲有恨哀蒲柳，紀節無人廢蓼莪。
寂寞丹心耿梅月，挑燈頻問夜如何?
被韩正伦告到宋廷，请治岳珂重罪。绍定六年冬，岳珂罢官回到庐山从事写作。端平元年（1234年），金國滅亡，岳珂撰《金佗续编》三十卷。
嘉熙二年（1238年），岳珂被重新起用，官至户部侍郎，淮东总领制置使。嘉熙三年八月二十一日，岳珂拜宝谟阁直学士、提举江州太平兴国宫，并晋升为邺侯。嘉熙四年七月，岳珂任权户部尚书淮南、 江、 浙、荆湖八路制置茶盐使，兼镇姑苏（当涂），官品为正三品，转官为通议大夫。
岳珂最後的文字記載是岳珂自己在《玉楮集后记》中所說，淳祐元年（1242年）二月十日，五十九岁時开始自己抄写手稿，能写作和长途访友。

## 后事
明代万历年间，岳飛后裔岳元声在嘉兴建岳王祠（祠址在今嘉兴城内三塔路），内供有岳珂亲制的铜爵，上镌珂书“精忠报国”四字，抗日战争期间遗失。岳珂在嘉兴的遗物还有“洗鹤石池”，今与“松化石”一起放置在南湖烟雨楼宝梅亭西侧。岳氏后裔散居在今嘉兴市秀洲区王店镇旧岳村及桐乡市濮院镇。
安徽省合肥地区包括三县在内，一共有近万名岳飞后人。
曾為中華民國（臺灣）擔任情報員被俘26年，至2015年秘密換俘始得返回臺灣的岳正武，自稱為岳珂後人。

## 著作
岳珂著述甚富，著有《吁天辩诬》、《天定录》等书，结集为《金陀粹编》（28卷，续编30卷），为岳飛辩冤。又著有《桯史》15卷、《三命指迷赋补注》1卷、《宝真斋法书赞》28卷、《媿郯录》15卷、《玉楮集》8卷、《棠湖诗稿》1卷、《续东几诗余》、《小戴记集解》（稿佚）、《刊正九经三传沿革例》1卷。嘉定七年（1214年），在嘉兴主修《嘉禾志》（关拭纂）5卷，未成书，已佚。